# شهرستان المشنه
ناحیهٔ المشنة (به عربی: مدیریة المشنة) یک ناحیه در یمن است که در استان اب واقع شده‌است.

## خصوصیات
ناحیهٔ المشنة ۱۰۱٬۱۴۸ نفر جمعیت دارد.